# My Słowianie
„My Słowianie“ (на български: Ние, славяните) е песен на полските изпълнители Донатан и Клео, с която ще представят страната си на „Евровизия 2014“.
Потвърдена е официално от полската национална телевизия на 25 февруари 2014 година. Оповестено е, че песента ще бъде съкратена с десет секунди (за да не надвиши ограничението от три минути, наложено от правилата на конкурса).

## Запис и издаване
Записана е в студио „Горицки & Шнитерман“. Миксирането и мастерингът са осъществени от Ярослав Баран, член на група „Дилайт“. Налична е във версии на два езика: освен полска е записана и английска версия – „Slavic Girls“. Предвижда се и двуезикова такава.
| „                  | Записахме я на шега, за да загреем в студиото, но се оказа твърде добра, за да остане в чекмеджето. | “ |
| Донатан за песента | |   |

## Видеоклип
Видеоклипът е издаден на 4 ноември 2013 година и е режисиран от Пьотър Смоленски. Заснет е в Цехановския земеделски музей. В клипа участва ансамбалът към Варшавския университет „Варшавянка“.

## Класации
Песента достига втора позиция на Полската еърплей класация и седма позиция на Денс топ петдесет.